# Markówka (Ukraina)
Markówka (ukr. Марківка, Markiwka) – wieś na Ukrainie, w  obwodzie iwanofrankiwskim, w rejonie kołomyjskim.